# Narog
El Narog es un río ficticio que pertenece al legendarium del escritor británico J. R. R. Tolkien y que aparece en su novela póstuma El Silmarillion. Es el río principal de Beleriand Occidental.

## Etimología y significado del nombre
Narog derivaría de la palabra del quendiano primitivo *narâka, raíz nárak-; que significa ‘impetuoso’, ‘rápido’ o ‘violento’, por lo que narog podría ser la evolución natural en noldorin del primitivo *narâka con lenición /k/ > /g/, elevación /â/ > /o/ (/au/ en monosílabos) y pérdida de la última vocal, todos ellos cambios característicos de esta lengua.

## Ubicación geográfica
El Narog nace en el lago Ivrin, bajo las Ered Wethrin, y desemboca en el Sirion después de recorrer 80 leguas, en Nan-Tathren. Allí el rey de los noldor celebró la Mereth Aderthad, la «Fiesta de la Reunión», en la que participaron delegaciones de prácticamente todas los linajes élficos de Beleriand. Ese lago volcaba sus aguas en las imponentes cataratas de Ivrin y tenía como principales efluentes los ríos Ringwil, que nacía en al punta oeste de Andram y desembocaba en Taur-en-Faroth; y Ginglith, que nacía también en las Ered Wethrim y bajaba casi paralelo al Narog, uniéndosele a la altura de Tumhalad.

En esa tierra el Narog se une al Sirion, y ya no se apresuran, sino que fluyen anchos y tranquilos por los prados vivientes.
— El Silmarillion

Básicamente, el río es uno de los mayores de todo Beleriand y se encuentra al norte del Nenning y el Brithon; siendo que está al sur directo de Doriath. Además, el Narog cruzaba Andram formulando una gran garganta, donde sería construida Nargothrond.

## Sobre el reino de Nargothrond y su influencia con el Narog
En el Alto Narog, Finrod construyó Nargothrond. Allí el Narog avanzaba entre colinas por una profunda garganta y fluía en rápidos, pero sin cascadas, y en la orilla oeste se alzaban las altas tierras boscosas de Taur-en-Faroth. En el lado occidental de esta garganta, donde el Ringwil desembocaba en el Narog. Un puente de piedra unía ambas orillas para entrar a la fortaleza; Túrin se negó a destruirlo cuando el ataque de Glaurung, porque confiaba en la indestructibilidad de Nargothrond.

Nargothrond: «La gran fortaleza subterránea sobre el Río Narog», construida por Finrod Felagund y destruida por Glaurung; también el reino de Nargothrond que se extendía al este y al oeste del Narog...
— El Silmarillion